# Joseph Smith III
Joseph Smith III (Kirtland, Ohio, 6 de novembro de 1832 — Independence, Missouri, 10 de dezembro de 1914) foi um religioso estadunidense, último filho sobrevivente de Joseph Smith, Jr, restaurador da Igreja de Jesus Cristo dos Santos dos Últimos Dias.
Joseph Smith III alegava suceder seu pai como profeta-presidente de uma "Nova organização" da Igreja . Esta igreja ficou conhecida como Igreja Reorganizada de Jesus Cristo dos Santos dos Últimos Dias, hoje conhecida como Comunidade de Cristo.
Joseph Smith III entendeu que a sucessão na presidência da Igreja deveria ocorrer de pai para filho, negando portanto o entendimento de que o apóstolo sénior passaria a ser o presidente da Igreja, utilizando as chaves que lhe foram conferidas.
A Comunidade de Cristo se distanciou dos preceitos fundamentais da Igreja original Restaurada por Joseph Smith, hoje seu clero é composto também por mulheres que passaram a ser ordenadas ao sacerdócio e também chamadas para os cargos como apóstolos e bispo presidente.
A Comunidade de Cristo Como é designada hoje não é mais presidida por um descendente direto de Joseph Smith, pois o último não possuía filhos homens, então chamaram William McMurray como primeiro presidente não descente direto, reforçando o que os Santos dos Últimos Dias “SUDs” ou vulgo mórmons afirmam sobre a apostasia que alguns membros entraram  com a morte de Joseph.
Para os membros da A Igreja de Jesus Cristo dos Santos dos Últimos Dias essa é mais uma evidência de que é uma Igreja sem revelação direta do Pai e que se desvia da verdade.
Os mórmons, ou membros da A Igreja de Jesus Cristo dos Santos dos Últimos Dias possuem mais do que 16 milhões de membros e mantém a mesma organização eclesiástica desde a sua restauração.
Os membros da Comunidade de Cristo possuem cerca de 250.000 membros distribuídos por 50 países e tem visto essa população diminuir a cada ano, possuem somente o templo de Kirtland e possuem as mesmas escrituras que a Igreja de Jesus Cristo, sendo que diferem na interpretação e o livro de Doutrina e Convênios que eles utilizam está na sessão 186, quando a dos mórmons originais termina na sessão 139.